# Траволта, Эллен
Э́ллен Траво́лта (англ. Ellen Travolta; род. 6 октября 1939, Энглвуд, Нью-Джерси) — американская актриса кино и телевидения (преимущественно мыльных опер), менее известна как актриса театра, особенно музыкального. Сестра известного актёра Джона Траволты.

## Биография
Эллен М. Траволта родилась 6 октября 1939 года (согласно некоторым источникам, 1940 года) в городе Энглвуд (штат Нью-Джерси, США). Отец — Сальваторе «Сэм» Траволта (1913—1995), мать — Хелен Сесилия Траволта (1912—1978; до брака — Бёрк). Её отец был полупрофессиональным игроком в американский футбол, позднее стал продавцом автомобильных шин и партнёром по франшизе Firestone под названием Travolta Tires.
Эллен — старшая из шести детей в семье, её сиблинги: Джои (род. 1950), Маргарет (fl. с 1993), Сэм, Энн (род. 1949) и Джон (род. 1954).
Окончила старшую школу Дуайта Морроу, а затем — колледж изящных искусств при Университете Карнеги — Меллона.
Сниматься в кино Траволта начала достаточно поздно: в 1975 году, когда ей было уже 36 лет. Поначалу последовали небольшие роли в телесериалах и телефильмах, а в 1978 году женщину впервые пригласили сняться в кинофильме — в ленте «Бриолин», которая после выхода имела грандиозный успех. С тех пор Траволта стала появляться на экранах регулярно, и по состоянию на ноябрь 2022 года она указана в титрах к 52 кино- и телефильмам, телесериалам и мини-сериалам.
С 1994 года проживает в городе Кер-д’Ален (штат Айдахо).

### Личная жизнь
Эллен Траволта была замужем дважды:
- Джеймс «Джим» Томас Фрайдли, профессиональный фотограф[11]. Брак заключён 2 мая 1964 года, 12 июня 1978 года последовал развод. От брака остались двое детей: сын Том Фрайдли (род. 1965; стал довольно заметным актёром кино и телевидения)[12] и дочь Молли Фрайдли[13].
- Джек Бэннон[англ.] (1940—2017), актёр кино и телевидения[14]. Брак заключён 9 апреля 1983 года, 25 октября 2017 года муж умер.

Родственники
Как уже говорилось выше, у Эллен пятеро родных братьев и сестёр, трое из которых стали актёрами и актрисами (в том числе всемирно известный Джон Траволта). Кроме того несколько её племянников и племянниц также стали актёрами и актрисами, хоть и малоизвестными. Это: Николь Траволта (fl. 2005—2020), Джетт Траволта (1992—2009), Элла Блю Траволта (род. 2000) и Рейчел Траволта (род. 1986).

## Избранная фильмография

### Широкий экран
- 1978 — Бриолин / Grease — официантка
- 1979 — Эксперименты над людьми[англ.] / Human Experiments — мувер
- 1998 — Мэл[англ.] / Everyone Loves Mel — доктор Вогуль
- 2006 — Одинокие сердца / Lonely Hearts — Айда
- 2009 — Золотая дверь[англ.] / Falling Up — Дин Свифт

### Телевидение
Телефильмы
- 1978 — Ты одна дома? / Are You in the House Alone? — Руйяр
- 1979 — Элвис / Elvis — Мэрион Кейскер[англ.]
- 1986 — Круг насилия: Семейная драма[англ.] / Circle of Violence: A Family Drama — Мэрион

Телесериалы
- 1976 — Все в семье / All in the Family — секретарша (в эпизоде The Unemployment Story: Part 2[англ.])
- 1977 — Что происходит!![англ.] / What's Happening!! — Лили (в эпизоде Nothing Personal)
- 1977 — Полицейская история[англ.] / Police Story — Карен Рэмзи (в эпизоде Stigma)
- 1977—1978 — С возвращением, Коттер[англ.] / Welcome Back, Kotter — миссис Хоршак-О’Хара (в 4 эпизодах)
- 1977—1978 — Восьми достаточно / Eight Is Enough — разные роли (в 2 эпизодах)
- 1978 — Однажды за один раз / One Day at a Time — миссис Шэддок (в эпизоде Ann's Secretary[англ.])
- 1978 — Калифорнийский дорожный патруль[англ.] / CHiPs — Хелен (в эпизоде Cry Wolf[англ.])
- 1978 — Лодка любви / The Love Boat — мать Нормана (в эпизоде Rocky / Julie's Dilemma / Who's Who?[англ.])
- 1978 — Различные ходы[англ.] / Diff'rent Strokes — мисс Эймсли (в эпизоде The Social Worker[англ.])
- 1979 — Лу Грант / Lou Grant — Памела Бетьюн (в эпизоде Charlatan)
- 1979 — Энджи[англ.] / Angie — Лоретта (в 2 эпизодах)
- 1980 — Злоключения шерифа Лобо[англ.] / The Misadventures of Sheriff Lobo — Мира Кимберли (в эпизоде Mystery on the Orly Express)
- 1980 — Трое — это компания / Three's Company — миссис Маркони (в эпизоде And Justice for Jack[англ.])
- 1981—1984 — Счастливые дни / Happy Days — Луиза Аркола (в 5 эпизодах[англ.])
- 1982 — Медэксперт Куинси[англ.] / Quincy, M.E. — миссис Марголин (в эпизоде For Love of Joshua)
- 1982—1983 — Джоани любит Чачи[англ.] / Joanie Loves Chachi — Луиза Аркола Дельвеччио (в 17 эпизодах)
- 1987—1990 — Чарльз в ответе / Charles in Charge — Лиллиан (в 70 эпизодах[англ.])
- 1989 — Она написала убийство / Murder, She Wrote — Мона (в эпизоде Jack and Bill[англ.])
- 1995 — Главный госпиталь / General Hospital — Глория Серульо (в 3 эпизодах)
- 1997 — Одинокий парень[англ.] / The Single Guy — миссис Кордова (в 2 эпизодах)
- 1997 — Притворщик / The Pretender — мать Дейры (в эпизоде Unhappy Landings)
- 1999 — Страсти / Passions — Элис (в эпизоде #1.14)
- 2002 — Справедливая Эми / Judging Amy — адвокат миссис Хаскелл (в эпизоде People of the Lie)
- 2006 — Одинокие сердца / Lonely Hearts — Ида